# Head-up-Display

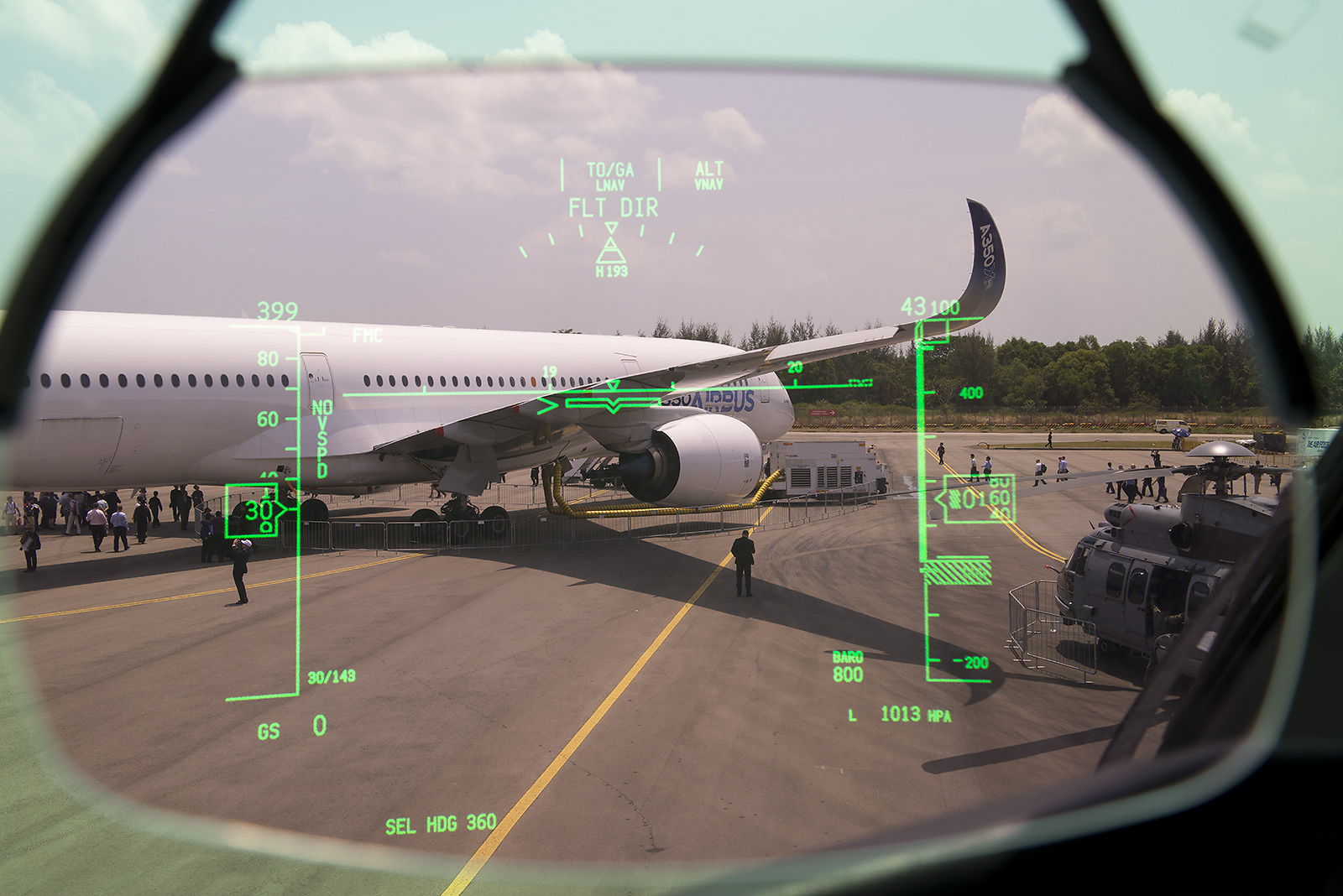
Blick durch das HUD in einer Boeing 787 im Bodenmodus. Oben: Autopilotenmodi, Rollwinkel; linke Skala: Geschwindigkeit; Mitte: Horizontlinie; rechte Skala: Höhenmesser, QNH

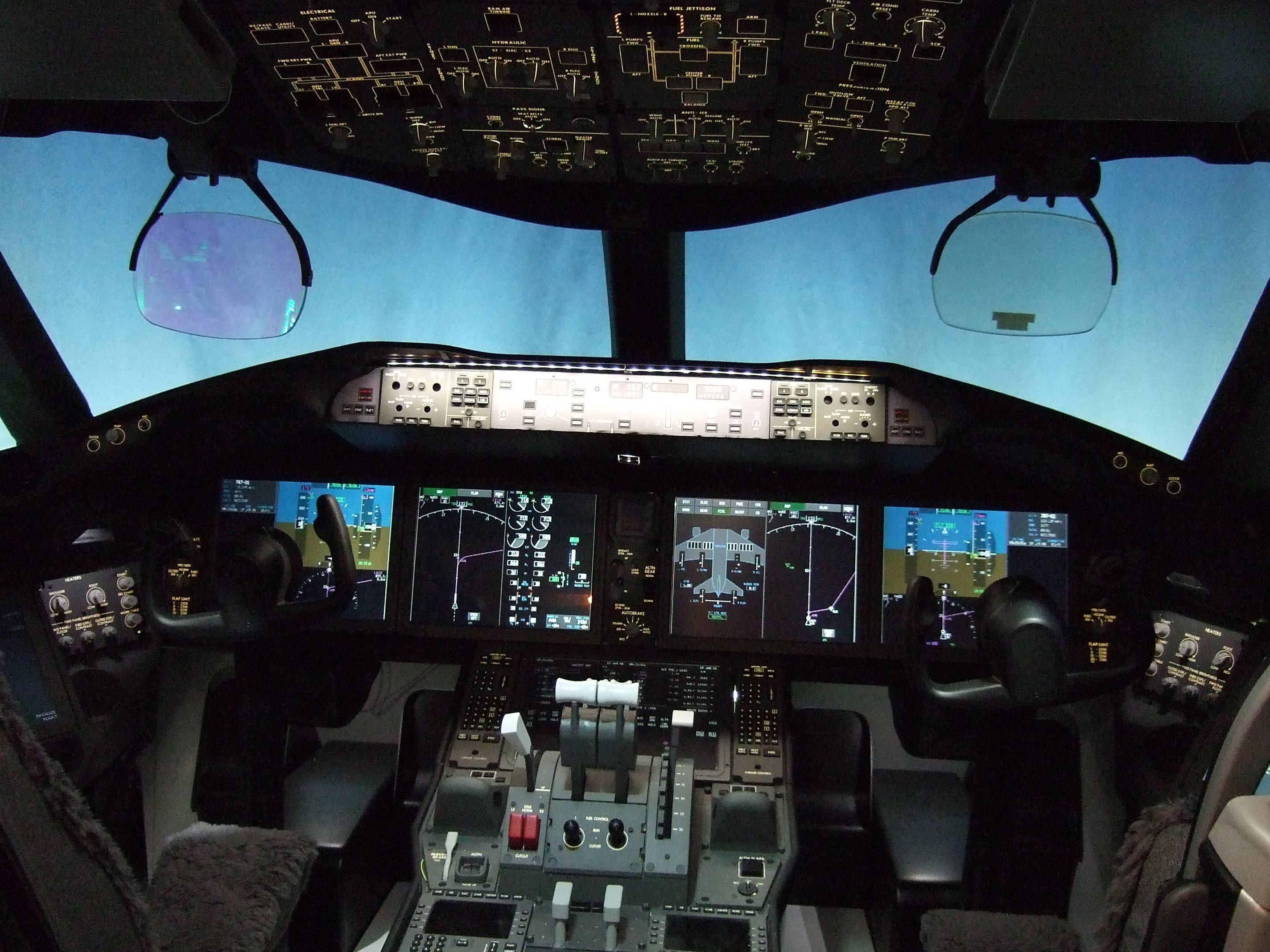
Boeing 787: Die zwei HUDs sind die Glasscheiben im Sichtfeld der Piloten vor den Cockpitfenstern.

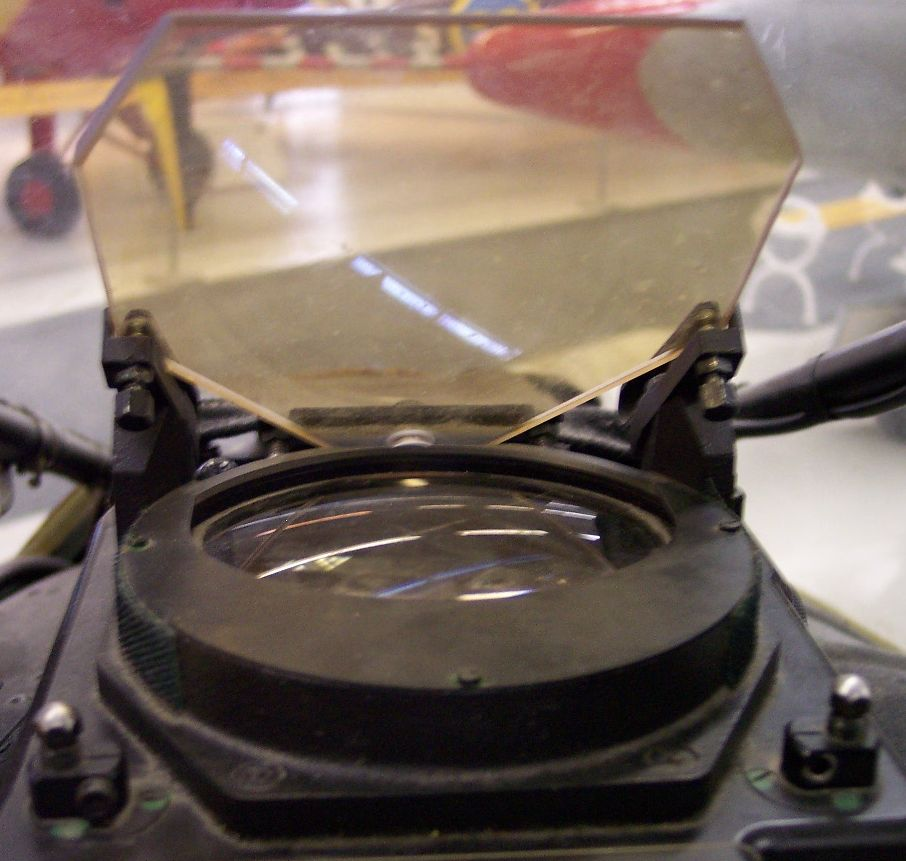
Head-up-Display einer Saab Draken

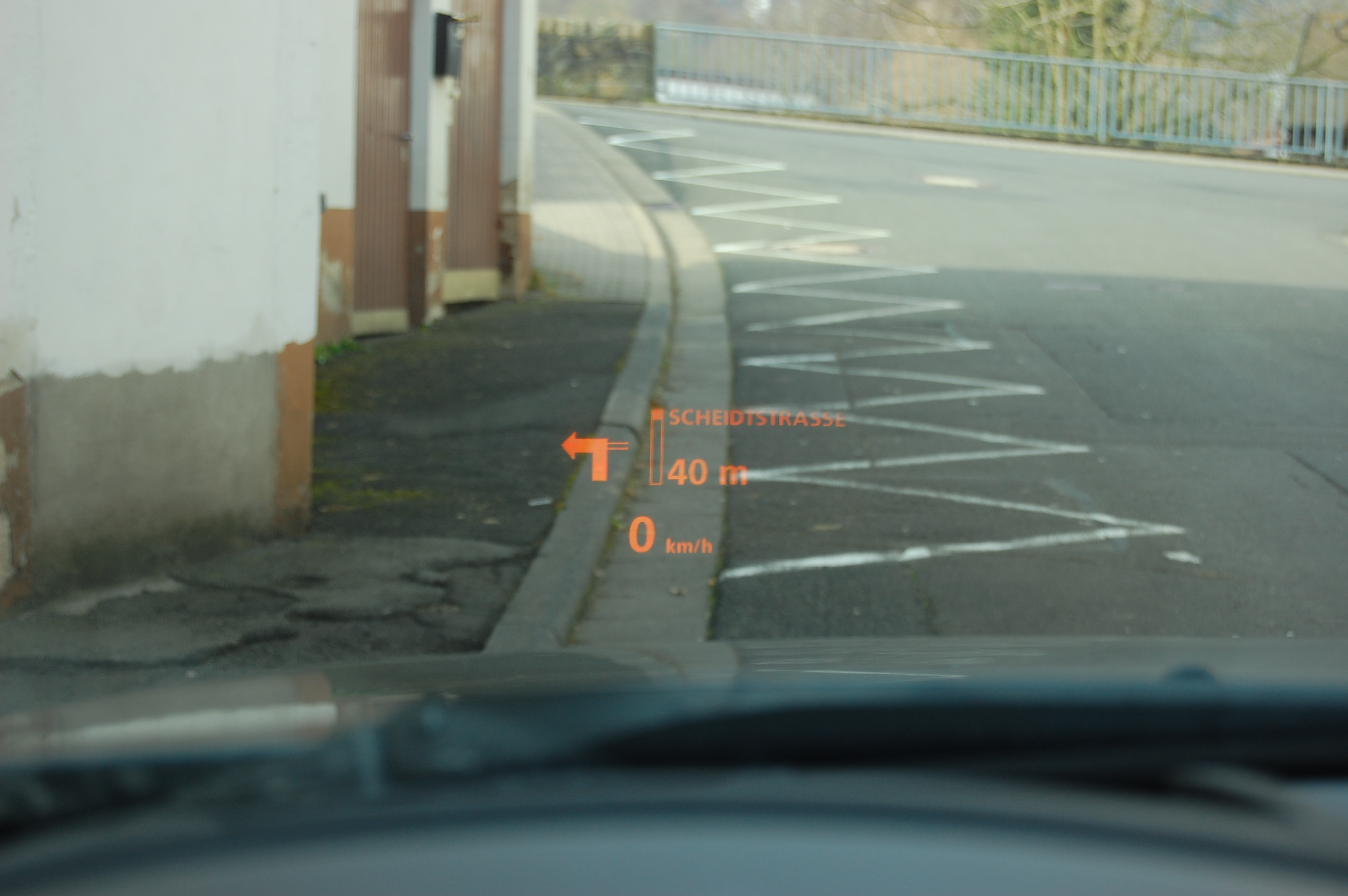
HUD eines PKW (5er BMW) – Orange: 0 km/h, Links abbiegen in 40 m.

Das Head-up-Display (HUD; wörtlich: „Kopf-oben-Anzeige“) ist ein Anzeigesystem, bei dem der Nutzer seine Blickrichtung und damit seine Kopfhaltung beibehalten kann, weil die Informationen in sein Sichtfeld projiziert werden. Zu den Nutzern gehören unter anderem Flugzeugpiloten und Autofahrer.

## Einführung
Für Piloten von Kampfflugzeugen existieren solche Systeme schon seit den 1940er Jahren. In Deutschland wurden sie als Reflexvisier (Zielgerät) bekannt. Rund dreißig Jahre später entstanden Systeme, die als komplexe Frontscheibenprojektoren bezeichnet werden konnten. Typisches Merkmal für einen Frontscheibenprojektor ist die zweite Scheibe im Cockpit, auf die dann verschiedene Informationen projiziert werden können. Heutzutage ist das Head-up-Display die bei weitem wichtigste Anzeige im Cockpit. Das HUD zeigt Informationen aus einer ganzen Reihe von Quellen an, wie etwa Avionik, Radar oder Waffensysteme, alles in kompakter, überschaubarer Form.
Für das Head-up-Display hat der Pilot eine Auswahl von verschiedenen Modi zur Verfügung, die er abhängig vom jeweiligen Auftrag oder dem Stand seiner Mission wählen kann. Jeder Modus unterstützt den Piloten bei einer ganz bestimmten Aufgabe, sei es z. B. bei der Navigation, beim Einsatz von unterschiedlichen Lenkwaffen oder beim Landeanflug.
Inzwischen werden diese Systeme auch in den neusten zivilen Jettypen eingesetzt z. B. Airbus A350 und Boeing 787. Auch ältere Flugzeuge können bei Bedarf nachträglich mit solchen Systemen ausgestattet werden.
In den 1980er und 1990er Jahren gab es bei General Motors in den USA in verschiedenen Automodellen ein Schwarzweiß-Head-up-Display mit festen, nicht konfigurierbaren Anzeigen, bei dem der Autofahrer z. B. die aktuelle Geschwindigkeit immer im Blick hatte, ohne den Blick von der Straße wenden zu müssen. Auch bei Nissan gab es bereits einzelne Modelle, z. B. den Nissan 240SX.
Ab 2001 kam in der Corvette von General Motors erstmals ein farbiges Display zum Einsatz.
Als erster europäischer Hersteller brachte BMW ein von der Siemens VDO Automotive AG entwickeltes Head-up-Display im Automobilbereich in Großserie in den im Jahr 2003 vorgestellten 5er- und 6er-Modellreihen auf den Markt, im Jahr 2005 gefolgt von PSA mit dem Citroën C6. Mittlerweile arbeiten Automobilhersteller und Automobilzulieferer an Head-up-Displays mit 3D- und Augmented-Reality-Funktion.
Head-up-Displays werden von verschiedenen Herstellern angeboten. Auch zum Nachrüsten gibt es Geräte; so bietet Garmin ein Modell an, das über Bluetooth mit einem Smartphone verknüpft wird und über eine Navigations-App Informationen auf die Windschutzscheibe projiziert.
Weitere Hersteller bieten Head-Up-Displays zum Nachrüsten an, die über die OBD-II-Diagnose des Fahrzeuges Informationen auslesen können und so Details zur Geschwindigkeit, Drehzahl oder Motortemperatur anzeigen.
Kabinette älterer Arcade-Automaten enthalten oftmals auch ein Head-up-Display, da dadurch der Schwerpunkt des Automaten durch Verlagerung der schweren Bildröhre in den Sockel mit nach unten wandert und der Automat standfester wird. Statt einer halbdurchlässigen Glasscheibe ist in der Blickrichtung des Spielers ein normaler Spiegel verbaut. Mit der Einführung von TFT-Bildschirmen in die Spielautomatentechnik ist diese Anwendung selten geworden.
In aktuellen Computerspielen werden mit Head-up-Display hingegen allgemein Statusanzeigen bezeichnet, die nicht zur virtuellen Umgebung gehören, sondern statisch an den Rändern des Blickfelds positioniert sind. Auch andere Computerprogramme werden zunehmend mit Head-up-Displays ausgestattet.

## Funktionsweise eines Head-up-Displays

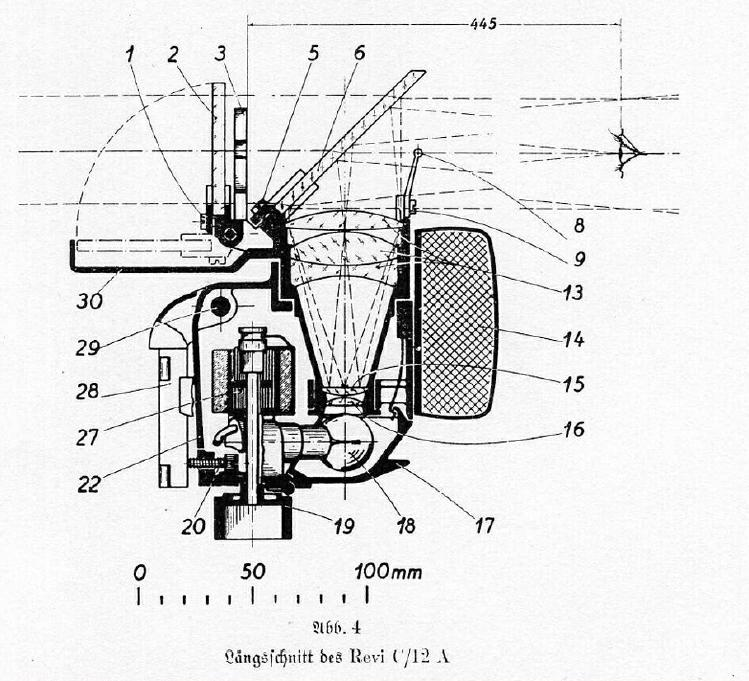
Strahlengang eines deutschen Revi C12/A, Baujahr 1937

Head-up-Displays bestehen im Allgemeinen aus einer bildgebenden Einheit, einem Optikmodul und einer Projektionsfläche.
Die bildgebende Einheit erzeugt das Bild. Das Optikmodul mit Kollimator und Umlenkung leitet das Bild auf die Projektionsfläche (Combiner). Diese Fläche ist eine spiegelnde, lichtdurchlässige Scheibe. Der Benutzer des Frontscheibenprojektors sieht also die gespiegelten Informationen der bildgebenden Einheit und gleichzeitig die reale Welt hinter der Scheibe.
Das erzeugte virtuelle Bild kann so projiziert werden, dass es mit einem Auge (monokular) oder mit beiden Augen (binokular) erfasst werden kann. Binokulare HUDs haben einen höheren Sichtbarkeitsbereich als monokulare.
Das virtuelle Bild wird bei Luftfahrzeugen immer in die Unendlichkeit projiziert, aber bei Fahrzeuganwendungen 2–3 m vor der Motorhaube – damit der Fahrer in Kurven nicht abgelenkt wird.
Der Pilot eines Jets justiert vor dem Start mit der Höhenverstellung seines Sitzes den Blick durch das HUD.
In der Luftfahrzeugtechnik wurden kleine spezielle Bildröhren eingesetzt, die das entsprechende Bild erzeugten. Bildröhren generieren eine sehr große Leuchtdichte, dadurch wird keine zusätzliche Lichtquelle benötigt. Bei Bildröhren werden zwei unterschiedliche Techniken für die Bilddarstellung verwendet: die lichtstarke oszillographische (Vektor-)Darstellung oder die fernsehtechnische (Zeilen-)Darstellung.
Heute (2016) dienen als Lichtquelle Leuchtdioden. Die Helligkeit des Bildes wird abhängig vom Umgebungslicht über einen Fotosensor gesteuert. Das Bild wird durch ein farbiges hochauflösendes TFT-Display erzeugt.
In Entwicklung bei der Schweizer Firma WayRay befindet sich eine Technik mit einem speziellen Laser als Lichtquelle und holografischer Darstellung der eingeblendeten Bildinformation als erweiterte Realität (True-AR).

## Informationsinhalte eines Head-up-Displays
Die wichtigen Informationen eines HUDs kann man unterteilen in:
- statische Informationen und
- kontaktanaloge Informationen.

### Statische Informationen
Statische Informationen sind solche, die sich im Blickfeld des Fahrers immer an derselben Stelle befinden. Beispiele hierfür sind die Fahrzeuggeschwindigkeit und die Motordrehzahl. Der Fahrer hat das Gefühl, dass die Informationen auf einer senkrechten Ebene in etwa über der Motorhaube zu sehen sind. Im Flugzeug sind es solche Dinge, wie Höhe und Geschwindigkeit oder auch die Waffenlast. Das ist ganz unterschiedlich, je nachdem, welche Betriebsart des Avioniksystems gerade benutzt wird (Navigation, Radar oder beispielsweise naher Luftkampf).

### Kontaktanaloge Informationen
Kontaktanaloge Informationen sind Anzeigeelemente, die dem Fahrer in seine aktuelle Sicht so eingeblendet werden, dass er das Gefühl hat, sie seien fester Bestandteil der Umwelt. Dadurch erscheint ein Navigationspfeil so, als läge er direkt auf der Straße. Im Falle des Sicherheitsabstandsbalkens bedeutet dies, dass dem Fahrer geschwindigkeitsabhängig ein Balken in den Windschutzscheibenbereich eingeblendet wird, der ihm angibt, wie viel Abstand er zum vorausfahrenden Fahrzeug halten soll.
Im Kampfflugzeug wird beispielsweise das schon optisch sichtbare Ziel zusätzlich durch einen Leuchtkreis markiert. Damit wird signalisiert, dass die Sensorsysteme der Maschine (Radar, IR) das Ziel erfasst haben und es begleiten. Zusätzlich wird eine Vielzahl anderer Informationen in Bezug auf das Ziel eingeblendet (Prognose, Entfernung, Freund-Feind-Kennung).
Ein weiterer Anwendungsfall ist die Einblendung eines Bildes einer Nachtsicht- oder Infrarotkamera, um die Orientierung (und im Kampfflugzeug auch die Zielerfassung) bei Dunkelheit zu vereinfachen.
Heiner Bubb reichte 1978 ein Patent zum Head-Up-Display im Automobilbereich ein (Patent „DE 2633067 C2“: „Einrichtung zur optischen Anzeige eines veränderlichen Sicherheitsabstandes eines Fahrzeuges“). Dem Patent ging eine Doktorarbeit voraus: „Das Ergebnis war das sogenannte kontaktanaloge Head-Up-Display (HUD), bei dem der Nutzer seine Kopfhaltung und Blickrichtung beibehalten kann, da die Informationen direkt in sein Sichtfeld projiziert werden. Die Lösung, die Heiner Bubb damit bereits 1975 aufzeigte, kommt heute weltweit in Autos oder Flugzeugen zum Einsatz.“